# Alice Verlet

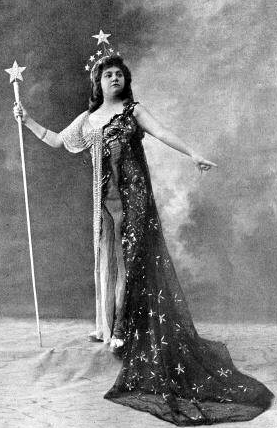
Alice Verlet

Alice Verlet (eigentl.: Alice van der Heyde; * 2. April 1873 in Gent (Belgien); † 14. Februar 1930 in Ukkel (Belgien)) war eine belgische Sängerin (Koloratursopran) und Gesangspädagogin.
Verlet debütierte 1893 (noch unter dem Namen Verheyen) am Stadttheater von Aachen. Ab 1894 war sie an der Pariser Opéra-Comique engagiert, wo sie in Victor Massés Les noces de Jeannette debütierte. Daneben trat sie u. a. an der Oper von Bordeaux (in Griseldis von Jules Massenet, 1902) auf. Nach Erfolgen am Brüsseler Théâtre de la Monnaie hatte sie 1904 ihren Antrittsauftritt als Blondchen in der Entführung aus dem Serail an der Pariser Oper, der sie bis 1914 angehörte. Hier übernahm sie Rollen wie Philine in Mignon und Ophélie in Hamlet von Ambroise Thomas, Marguerete in Faust von Charles Gounod, die Königin der Nacht in der Zauberflöte von Wolfgang Amadeus Mozart und Marguerite de Valois in den Hugenotten von Giacomo Meyerbeer.
Außerdem gastierte sie erneut in der Opéra-Comique, sang in einer Aufführung von Ludwig van Beethovens Neunter Sinfonie unter Leitung von Willem Mengelberg die Sopransolopartie und trat bei einem Galakonzert im Élysée-Palast vor König Edward VII. von England auf. 1910 sang sie am His Majesty’s Theatre unter Leitung von Thomas Beecham in der Entführung aus dem Serail, außerdem gab sie Konzerte in der Queen’s Hall und der Royal Albert Hall.
Von 1915 bis 1920 arbeitete Verlet in den USA. Sie war dort 1915–16 Mitglied der Oper von Chicago und trat als Konzertsängerin auf. Danach wirkte sie als Gesangspädagogin in Paris. Von ihr sind zahlreiche Aufnahmen auf Schallplatten und Edison-Zylindern erhalten. Für Pathé Records sang sie eine Serie von Aufnahmen unter dem Pseudonym Madame X ein – vermutlich, um einen Exklusivvertrag mit His Master’s Voice zu umgehen.